# Zoltán Ribli
Zoltán Ribli (sinh ngày 6 tháng 9 năm 1951 tại Mohács) là một đại kiện tướng cờ vua và Trọng tài quốc tế (1995) người Hungary. Ông hai lần là Ứng cử viên vô địch thế giới và ba lần vô địch Hungary.

## Sự nghiệp cờ vua
Khi còn là một kỳ thủ trẻ, Ribli đã hai lần là Nhà vô địch trẻ châu Âu, vào các năm 1968/69 (đồng vô địch) và 1970/71. Ở giải đấu trong nước, ông đã ba lần vô địch giải cờ quốc gia của Hungary, đồng danh hiệu vào các năm 1973 và 1977 và giành danh hiệu duy nhất vào năm 1974.
Các danh hiệu Kiện tướng quốc tế và Đại kiện tướng của ông lần lượt được trao vào năm 1970 và 1973.
Ở đỉnh cao sự nghiệp, Ribli hai lần là ứng cử viên cho chức vô địch thế giới vào các năm 1984 và 1986. Tại London năm 1984, ông tham gia trận đấu đỉnh cao giữa Liên Xô và Phần còn lại của Thế giới, đánh bại đối thủ Rafael Vaganian của Liên Xô với chênh lệch nhỏ.
Năm 1983, Ribli đánh bại Torre (+3-1= 6) trong trận tứ kết, nhưng lại thua Smyslov (+1-3=7) ở trận bán kết. Smyslov đấu với Garry Kasparov trong trận chung kết và Smyslov thua.
Ông đã trở thành một đối thủ đáng sợ trên các giải đấu quốc tế của những năm 1970 và 1980, giành chiến thắng tại Kecskemét 1972 (với Suetin), Budapest 1975 (với Polugaevsky), Mexico 1980, Baden-Baden 1981 (với Miles), Portorož / Ljubljana 1985 (Vidmar Memorial, với Miles và Portisch), Dortmund 1986, Reggio Emilia 1987, và Wijk aan Zee 1989 (với Anand, Sax và Nikolić). Ông giành vị trí thứ 2 tại các giải Amsterdam 1978 (sau Timman), Bled / Portorož 1979 (sau Larsen, sau Timman), Wijk aan Zee 1983 (sau Andersson), Bugojno 1984 (sau Timman) và Tilburg 1984 (cùng Beliavsky, Hübner và Tukmakov, sau Miles).
Mặc dù không tích cực tham gia các giải đấu trong những năm 1990 và 2000, nhưng Ribli vẫn duy trì được xếp hạng cạnh tranh (điểm Elo tháng 7 năm 2006 của ông là 2589) và đã cho thấy rằng Ribli vẫn có thể giành chiến thắng trong các giải có đại kiện tướng tham gia, chẳng hạn như giải đấu Hotel Opatija ở Kastav, Croatia năm 2002.